# جورج في. ألين
جورج في. ألين (بالإنجليزية: George V. Allen)‏ هو دبلوماسي أمريكي، ولد في 3 نوفمبر 1903 في درم في الولايات المتحدة، وتوفي في 11 يوليو 1970 في Bahama, North Carolina ‏ في الولايات المتحدة.

## وصلات خارجية
- جورج في. ألين على موقع مونزينجر (الألمانية)
- جورج في. ألين على موقع إن إن دي بي (الإنجليزية)